# توب غير (موسم 22)
توب غير 22 (بالإنجليزية: Top Gear)‏ هو السلسلة الثانية والعشرون للبرنامج التلفزيوني البريطاني الذي يهتم بالمركبات، توب جير، تم إنتاجه في المملكة المتحدة. بدأ عرضه في سنة 2014. عرض على بي بي سي تو. بلغ عدد حلقاته 8 حلقات، تم بث البرنامج لأول مرة بتاريخ 27 ديسمبر 2014 بينما تم بث آخر حلقة منه بتاريخ 28 يونيو 2015. مقدمو البرنامج جيرمي كلاركسون، ريتشارد هاموند وجيمس ماي.